# Ferrari 330 P
La Ferrari 330 P est une voiture de course du constructeur italien Ferrari.

## Palmarès 1964
- RAC Tourist Trophy 1964 (Graham Hill);
- Grand Prix du Canada Sport 1964 (Mosport, Pedro Rodríguez de la Vega);
- 1 000 kilomètres de Paris 1964 (G. Hill et Jo Bonnier);
- Tropheo Bettoia 1964 (Ludovico Scarfiotti);
  - 2e des 24 Heures du Mans 1964 (G. Hill et Bonnier);
  - 2e du Grand Prix du Canada Sport 1964 (Scarfiotti);
  - 3e des 24 Heures du Mans 1964 (John Surtees et Lorenzo Bandini);
  - 3e des 12 Heures de Sebring 1964 (Surtees et Bandini);
  - 3e du Trophée de Nassau 1964 (Rodriguez).